# Nuwara Elija
Nuwara Elija (syngaleski: නුවර එළිය, tamilski: நுவரேலியா, Zewnętrzna Nuwara, nazwa dotyczy starożytnej stolicy Maha Nuwara) – miasto na Sri Lance w Prowincji Środkowej i środkowym średniogórzu. Miasto zostało założone przez brytyjskiego odkrywcę Samuela Bakera dla Brytyjczyków podczas epoki kolonialnej.
Miasto jest siedzibą dystryktu Nuwara Elija.

## Współpraca
- Chińska Republika Ludowa: Yongzhou
- Japonia: Uji
- Rosja: Widnoje